# Эксперимент с уровнем Бедфорда
Эксперимент с уровнем Бедфорда — это серия наблюдений за уровнем расположенной в Кембриджширских болотах реки Олд-Бедфорд, длина которой составляет 6 миль (9,7 км), в XIX и начале XX века с целью измерения кривизны Земли. Британский изобретатель и писатель Сэмюэл Бирли Роуботэм, который провёл первые наблюдения в 1838 году, утверждал, что доказал плоскую форму Земли. Однако в 1870 году, скорректировав метод Роуботэма, чтобы избежать влияния атмосферной рефракции, натуралист Альфред Рассел Уоллес обнаружил кривизну, соответствующую шарообразной Земле. Несмотря на это, эксперимент повлиял на возникновение псевдонаучного Общества плоской Земли и в целом на дениалистские представления о плоской Земле в XX—XXI веках.

## Уровень Бедфорда
В точке, выбранной для всех экспериментов, река представляет собой медленно текущий дренажный канал, идущий по непрерывной прямой линии на протяжении 9,7 км к северо-востоку от деревни Welney. Это делает её идеальным местом для прямого измерения кривизны Земли, как писал Роуботэм в книге «Зететическая астрономия» (англ. Zetetic Astronomy).

## Эксперимент Роуботэма
Первый эксперимент был проведён Роуботэмом летом 1838 года. Он зашёл в реку и с помощью телескопа, установленного на высоте 8 дюймов (20 см) над водой, наблюдал за лодкой с флагом на мачте на высоте 3 футов (91 см) над водой, которая медленно отплывала от него. Он сообщил, что судно постоянно оставалось в поле его зрения на протяжении всех 6 миль (9,7 км) до моста Уэлни, тогда как, если бы поверхность воды была изогнута в соответствии с принятой окружностью шарообразной Земли, верхушка мачты должна была находиться на расстоянии около 11 футов (3,4 м) ниже линии его зрения. Он опубликовал это наблюдение под псевдонимом Параллакс в 1849 году и впоследствии расширил его в книге «Земля — не глобус» (Earth Not a Globe), опубликованной в 1865 году.

## Атмосферная рефракция
Атмосферная рефракция может привести к результатам, отмеченным Роуботэмом и Блаунт. Поскольку плотность воздуха в земной атмосфере уменьшается с высотой над поверхностью Земли, все лучи света, идущие почти горизонтально, отклоняются вниз, так что линия визирования становится кривой. Это явление регулярно учитывается при нивелировании и астрономической навигации.

## Аналогичные эксперименты
25 июля 1896 года Улисс Грант Морроу, редактор газеты, провел аналогичный эксперимент на Старом Иллинойском дренажном канале (Old Illinois Drainage Canal) в поселении Саммит, штат Иллинойс. В отличие от Роуботэма, он стремился продемонстрировать, что поверхность Земли искривлена: когда он тоже обнаружил, что его целевой ориентир, расположенный на высоте 18 дюймов (46 см) над уровнем воды и на расстоянии 5 миль (8 км), хорошо виден, он пришел к выводу, что поверхность Земли имеет вогнутую форму, что соответствовало ожиданиям его спонсоров, общества «Корешанское единство». Полученные результаты были отвергнуты критиками как результат атмосферной рефракции.